# 藤原宗頼
藤原 宗頼（ふじわら の むねより）は、平安時代末期から鎌倉時代初期にかけての公卿。権大納言・藤原光頼の四男。官位は正二位・権大納言。葉室宗頼とも呼ばれる。葉室家5代。

## 経歴
久寿元年（1154年）に藤原光頼の四男として誕生。父の鍾愛を受けて育ち、叔父・成頼の養子となって、四男でありながら文書を伝えられ口伝を受けて家を継承した。しかし、同母兄・光雅が後白河法皇に重用されたのに対し、宗頼はたびたびの顕官に漏れ、養和2年（1182年）に四位に叙されたものの官職に就けず、永らく「已に棄て置く人の如し」という境遇にあった。
文治元年（1185年）12月、源頼朝の廟堂改革要求により解官された高階泰経の後任として大蔵卿への推挙が転機となり、宗頼は30歳を過ぎてようやく表舞台に出ることになった。文治2年（1186年）正月からは九条兼実に仕え、「執行家司」（『玉葉』文治3年3月18日条）として九条家の家政を切り盛りし「九条殿のならびなき後見役」と呼ばれるほどの信任を受けた。文治5年（1189年）には蔵人頭となり、兼実の施政を実務面で支えている。しかし兼実の信条は保守的であり、摂関家の家司とみなされた勧修寺流は冷遇された。腹心の宗頼も例外ではなく、参議昇進においては閑院流の藤原実明や花山院流の中山兼宗に先を越されている。なかなか昇進できなかった宗頼だったが、建久6年（1195年）12月9日、藤原定長が死去した補充としてようやく参議・左大弁となった。
建久七年の政変で兼実は失脚するが、政治の主導権を握った土御門通親は宗頼の実務能力を高く評価して厚遇し、宗頼は建久9年（1198年）に権中納言、正治元年（1199年）に検非違使別当・左衛門督、建仁2年（1202年）には権大納言と急速に昇進する。宗頼と通親は個人的にも提携を強め、宗頼は通親の義妹・卿局を室に迎え、通親の嫡子・通光を婿とした。通親の宗頼に対する信頼は厚く、通親死去の折には通光の岳父として宗頼が遺産を管理した。建仁3年（1203年）に50歳で死去。その人柄は「才幹優長、心操穏便」であったという（『玉葉』文治2年正月27日条）。

## 系譜
- 父：藤原光頼（1124-1173）
- 母：藤原親隆の娘
- 養父：藤原成頼（1136-1202）
- 妻：藤原兼子（1155-1229） - 藤原範兼の娘
- 妻：藤原光忠の娘
- 生母不明の子女
  - 男子：藤原宗方
  - 女子：久我通光室
- 養子
  - 男子：葉室宗行（1174-1221） - 藤原行隆の五男